# Duale Hochschule Schleswig-Holstein (DHSH)
Die Duale Hochschule Schleswig-Holstein (DHSH) ist eine private, staatlich anerkannte Hochschule für angewandte Wissenschaften in Trägerschaft der Wirtschaftsakademie Schleswig-Holstein. Die DHSH bietet duale Bachelorstudiengänge und berufsbegleitende Masterstudiengänge an den Studienstandorten Kiel, Lübeck und Flensburg an.

## Gründung und Entwicklung

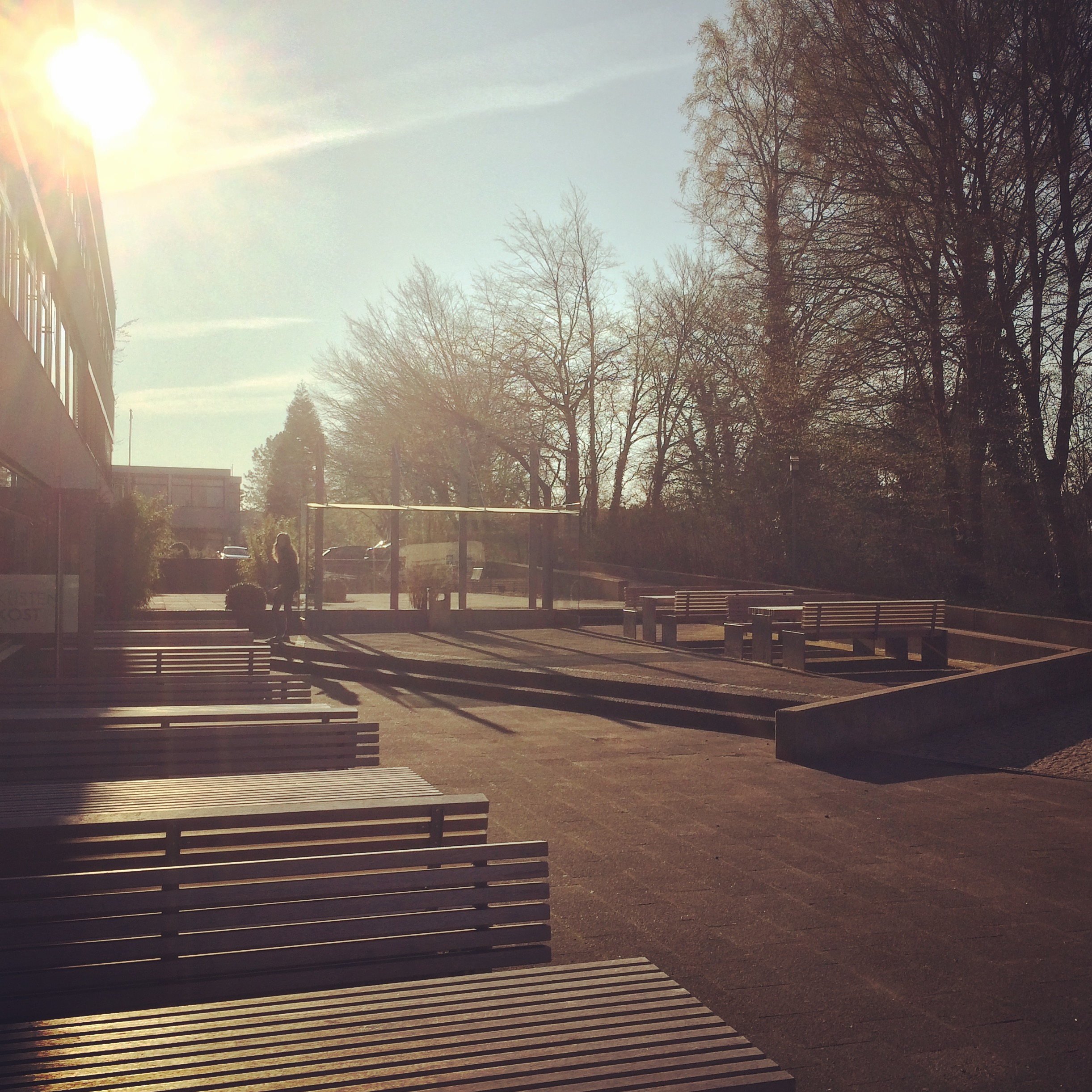
Studiencampus in Kiel

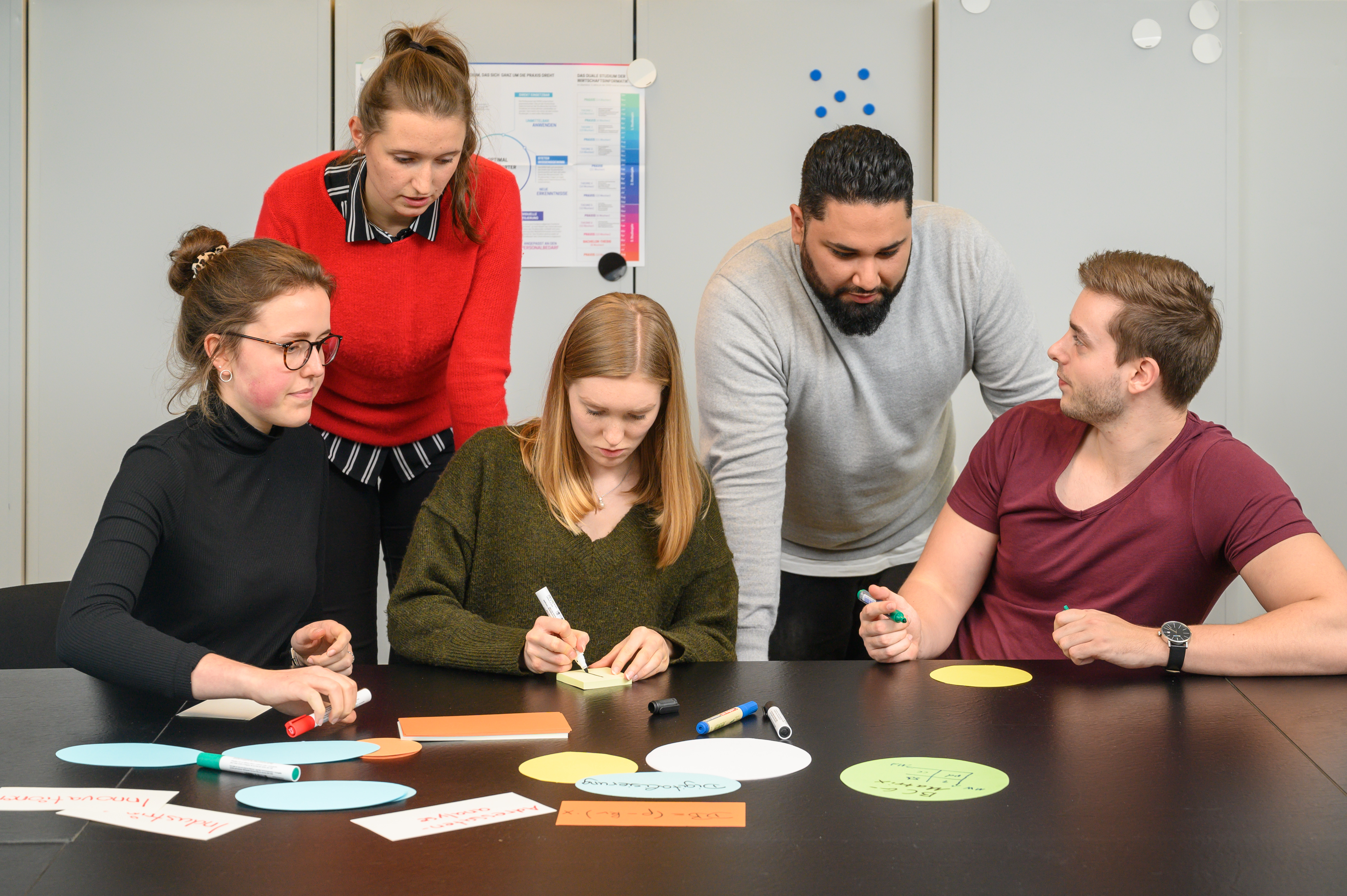
Studierende der DHSH

Die DHSH hat am 1. Januar 2018 die staatliche Anerkennung vom Land Schleswig-Holstein erhalten. Hervorgegangen ist die DHSH aus der institutionellen Weiterentwicklung der Berufsakademie Schleswig-Holstein. Die Berufsakademie als Vorgängerinstitution der DHSH wurde am 11. Juli 1974 gegründet und hat anwendungsorientierte, ausbildungsintegrierende Bachelorstudiengänge angeboten. Die Bachelorstudiengänge „Betriebswirtschaftslehre“ und „Wirtschaftsinformatik“ wurden in die DHSH überführt.

## Studienangebote

### Duale Bachelorstudiengänge
Die DHSH bietet die folgenden dualen und praxisorientierten Bachelor-Studiengänge an:
- Duales Studium der Betriebswirtschaftslehre (Bachelor of Arts)
  - Schwerpunkt Banken
  - Schwerpunkt Dienstleistungen
  - Schwerpunkt Handel
  - Schwerpunkt Industrie
  - Schwerpunkt Logistikmanagement
  - Schwerpunkt Tourismus
  - Schwerpunkt Steuerberatung

- Duales Studium der Wirtschaftsinformatik (Bachelor of Science)
- Software Engineering / Duales Studium der angewandten Informatik (Bachelor of Science)
- Duales Studium der Sozialen Arbeit (Bachelor of Arts)

Im dreijährigen bzw. dreieinhalbjährigen Bachelorstudium wechseln sich die Theoriephasen an der DHSH mit Praxisphasen im Unternehmen / Einrichtungen ab. Dafür arbeitet die Hochschule bzw. ihre Vorgängereinrichtungen seit 50 Jahren mit einem großen Netzwerk von Praxispartnern in Schleswig-Holstein und darüber hinaus zusammen.
Zusätzlich zum Bachelorabschluss können die Studierenden an der DHSH einen Berufsabschluss und die Ausbildereignung nach der Ausbildereignungsverordnung (AEVO) erlangen. Bzw. im Studiengang Soziale Arbeit gleichzeitig auch die staatliche Anerkennung als Sozialarbeiter/-in bzw. Sozialpädagoge/-in (Das dafür notwendige Verfahren zur neuen rechtlichen Regelung durch das Land Schleswig-Holstein ist bereits gestartet und wird bis Studienende abgeschlossen sein.).

### Berufsbegleitendes Masterstudium

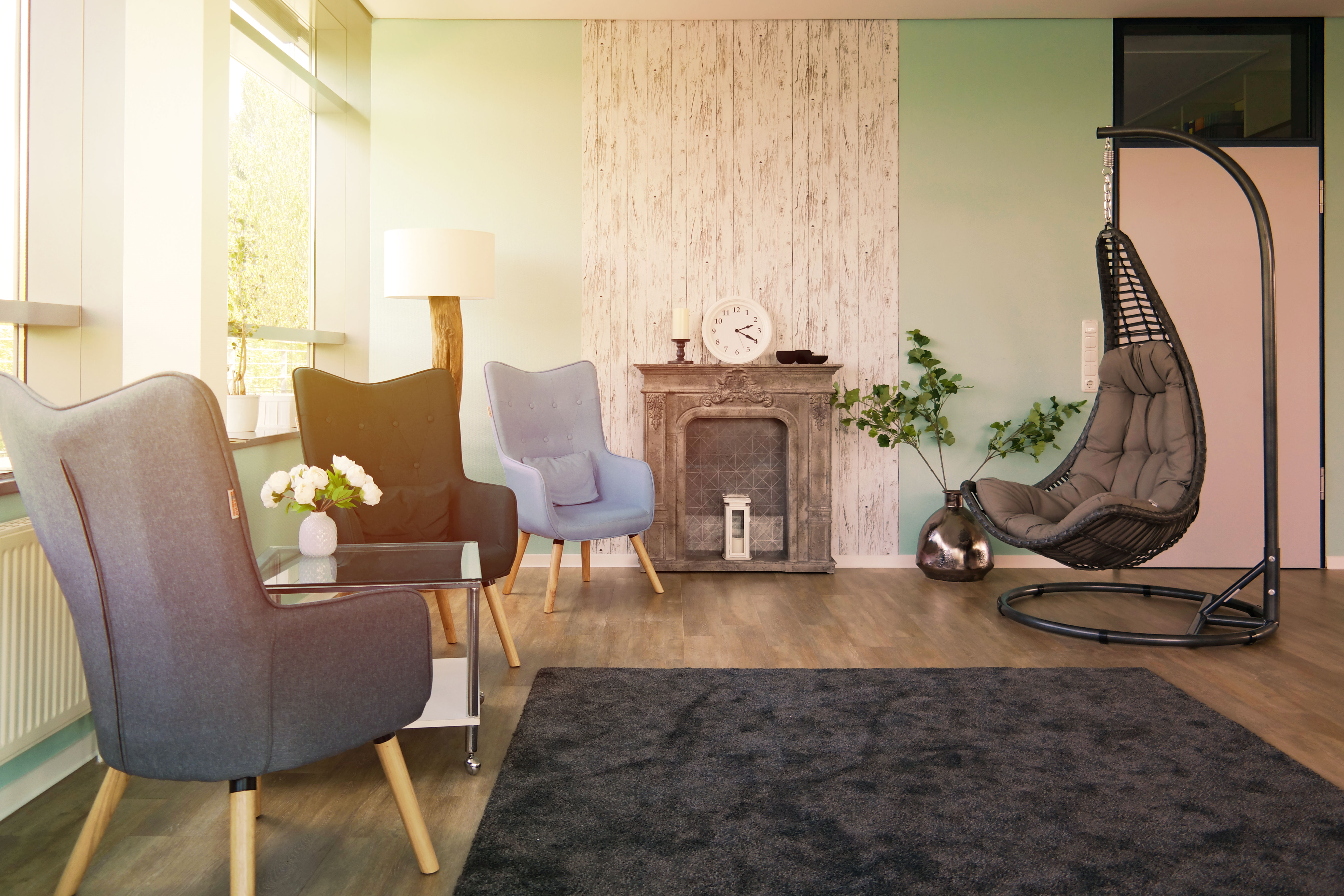
Coworkingspace der DHSH

Ab April 2020 wurde der erste Masterstudiengang Digital Business & Innovation am Studienstandort Kiel eingeführt.
Die Studieninhalte bereiten die Studierenden auf Führungspositionen in den Bereichen Business Development, Strategy und Strategic Innovation vor. Damit bietet die DHSH den Studierenden die Möglichkeit zu einem durchgängigen Studium bis hin zum Masterabschluss.
Das Masterstudium dauert vier (90 ECTS) und ist durch Online-Module und Selbstlernphasen so aufgebaut, dass sich das Berufsleben mit dem Studium vereinbaren lässt.

## Partnerhochschulen
Die DHSH bietet den Studenten die Möglichkeit zur Teilnahme an internationalen Austauschprogrammen.

## Bewerbungs- und Zulassungsverfahren
Die Studienjahrgänge der Bachelorstudiengänge beginnen jeweils am 1. Oktober. Interessierte bewerben sich bei einem der Partnerunternehmen der DHSH. Erhalten die Bewerber eine Zusage vom Unternehmen, überprüft die DHSH die Zulassung. Das Masterstudium beginnt jeweils am 1. April, und der Bewerbungsschluss ist jährlich am 1. Februar.

## Alumni-Verein
Ehemalige Studierende aller Fachrichtungen sowie Freunde und Förderer der Hochschule verbindet ein gemeinnütziges Alumni-Netzwerk.